# Loom (album Imagine Dragons)
Loom - szósty album studyjny amerykańskiego zespołu Imagine Dragons. Został on wydany 28 czerwca 2024 roku.